# 广义超几何函数
广义超几何函数（generalized hypergeometric function），有时也称超几何函数，是一个用幂级数定义的函数，其中幂级数的系数由若干个升阶乘的积和商给出。下文中用“超几何函数”一词代指广义超几何函数，而用“高斯超几何函数”一词代指 p=2、 q=1 时的广义超几何函数。

## 定义与记号
超几何函数是用幂级数定义的：
{\displaystyle \beta _{0}+\beta _{1}{\frac {z}{1!}}+\beta _{2}{\frac {z^{2}}{2!}}+\dots =\sum _{n\geqslant 0}\beta _{n}{\frac {z^{n}}{n!}}}
其中相邻两项的系数之比 βn+1/βn 是关于 n 的有理函数，分子和分母都可以表示成若干个一次函数的乘积。一般要求分子和分母的多项式的最高次系数均为 1，并取 β0=1，于是
{\displaystyle {\frac {\beta _{n+1}}{\beta _{n}}}={\frac {A(n)}{B(n)}}={\frac {\prod _{i=1}^{p}(a_{i}+n)}{\prod _{i=1}^{q}(b_{i}+n)}},\quad \forall n\geqslant 0}
于是用阶乘幂可以将 βn 表示为
{\displaystyle \beta _{n}={\frac {\prod _{i=1}^{p}(a_{i})^{(n)}}{\prod _{i=1}^{q}(b_{i})^{(n)}}}}
一般用下面的记号来表示超几何函数：
{\displaystyle _{p}F_{q}(a_{1},a_{2},a_{3},\ldots ,a_{p};b_{1},b_{2},b_{3},\ldots ,b_{q};z)=\ _{p}F_{q}\left[{\begin{matrix}a_{1}&a_{2}&a_{3}&\ldots &a_{p}\\b_{1}&b_{2}&b_{3}&\ldots &b_{q}\end{matrix}};z\right]=\sum _{n=0}^{\infty }{\frac {\prod _{i=1}^{p}(a_{i})^{(n)}}{\prod _{i=1}^{q}(b_{i})^{(n)}}}{\frac {z^{n}}{n!}}}
当 ai 都不是非正整数（即负整数和 0）时，要求所有的 bi 都不是非正整数。当有至少一个 ai 是非正整数，且其中最大（绝对值最小）者为 k 时，超几何函数将截断为 -k 次多项式，这时允许 bi 中存在非正整数，但要求这些非正整数都小于 k。这都是为了保证在所有的 βn中，分母不为零。

## 敛散性
下面讨论用来定义超几何函数的幂级数以零为中心的收敛半径。
当超几何函数截断为多项式时，显然收敛半径是无穷大。
除去这种特殊情况之外，用比值审敛法可知，当 p<q+1 时，收敛半径为无穷大，当 p=q+1 时，收敛半径为 1，剩下的情况收敛半径为 0（这时一般把超几何函数中对应的幂级数视作渐近级数，而函数本身则采用其它方式定义，如积分表达式）。
当级数的收敛半径为 1 时，级数在单位圆外不收敛，但仍然可以通过解析延拓来定义超几何函数的值。另外，此时在单位圆上的敛散性较为复杂，不能使用比值审敛法，必须使用高斯审敛法来判断，结果如下，令
{\displaystyle \gamma _{q}=\sum _{k=1}^{q}b_{k}-\sum _{k=1}^{p}a_{k},\quad r=\Re (\gamma _{q})}
则
- 当 r>0 时，级数在单位圆上绝对收敛；
- 当 0≥r>-1 时，级数在单位圆上除 z=1 外收敛，但不绝对收敛；
- 当 -1≥r 时，级数在单位圆上发散。

## 积分表达式
复平面上的路径积分可以用来定义所有 ak 都不是非正整数时的广义超几何函数，包括上面说到的 p≥q+1 的情形。
下面只介绍 p+1>q 且级数不截断为多项式的情形（其它情形下，上面的幂级数定义已经是良好的定义，而下面的积分不收敛），这时超几何函数可以定义为：
{\displaystyle \left(\prod _{k=1}^{p}\Gamma (a_{k})\right/\left.\prod _{k=1}^{q}\Gamma (b_{k})\right)\,{}_{p}F_{q}\left[{\begin{matrix}a_{1}&a_{2}&a_{3}&\ldots &a_{p}\\b_{1}&b_{2}&b_{3}&\ldots &b_{q}\end{matrix}};z\right]={\frac {1}{2\pi i}}\int _{-i\infty }^{+i\infty }\left(\prod _{k=1}^{p}\Gamma (a_{k}+s)\right/\left.\prod _{k=1}^{q}\Gamma (b_{k}+s)\right)\Gamma (-s)(-z)^{s}\mathrm {d} s}
当 p=q 且级数不截断为多项式时，超几何函数既可以用上面的积分来定义，也可以用超几何级数定义。可以证明，两种定义是等价的，且定义出来的超几何函数都是整函数；
当 p=q+1 且级数不截断为多项式时，超几何函数既可以用上面的积分来定义，也可以用超几何级数定义，但级数定义只在 |z|<1 时有效，在这个区域内，两种定义是等价的，上式提供了级数定义的一个解析延拓；
当 p>q+1 且级数不截断为多项式时，超几何函数只能通过积分表达式定义，对应的超几何级数只在 z =0 处收敛，其它情况均发散，它是积分定义的超几何函数在 z=0 处的渐近级数，即
{\displaystyle _{p}F_{q}\left[{\begin{matrix}a_{1}&a_{2}&a_{3}&\ldots &a_{p}\\b_{1}&b_{2}&b_{3}&\ldots &b_{q}\end{matrix}};z\right]\approx \sum _{n=0}^{\infty }{\frac {\prod _{i=1}^{p}(a_{i})^{(n)}}{\prod _{i=1}^{q}(b_{i})^{(n)}}}{\frac {z^{n}}{n!}},\quad p>q+1,z\rightarrow 0,|\arg z|<(p+1-q){\frac {\pi }{2}}}

## 超几何函数的性质

### 特殊值
{\displaystyle {}_{p}F_{q}\left[{\begin{array}{c}a_{1},\ldots ,a_{p}\\b_{1},\dots ,b_{q}\end{array}};0\right]=1}

### 欧拉积分变换
{\displaystyle {}_{p+1}F_{q+1}\left[{\begin{array}{c}a_{1},\ldots ,a_{p},c\\b_{1},\ldots ,b_{q},d\end{array}};z\right]={\frac {\Gamma (d)}{\Gamma (c)\Gamma (d-c)}}\int _{0}^{1}t^{c-1}(1-t)_{}^{d-c-1}\ {}_{p}F_{q}\left[{\begin{array}{c}a_{1},\ldots ,a_{p}\\b_{1},\ldots ,b_{q}\end{array}};tz\right]dt}

### 导函数
{\displaystyle {\begin{aligned}\left(z{\frac {\rm {d}}{{\rm {d}}z}}+a_{j}\right){}_{p}F_{q}\left[{\begin{array}{c}a_{1},\dots ,a_{j},\dots ,a_{p}\\b_{1},\dots ,b_{q}\end{array}};z\right]&=a_{j}\;{}_{p}F_{q}\left[{\begin{array}{c}a_{1},\dots ,a_{j}+1,\dots ,a_{p}\\b_{1},\dots ,b_{q}\end{array}};z\right]\\\left(z{\frac {\rm {d}}{{\rm {d}}z}}+b_{k}-1\right){}_{p}F_{q}\left[{\begin{array}{c}a_{1},\dots ,a_{p}\\b_{1},\dots ,b_{k},\dots ,b_{q}\end{array}};z\right]&=(b_{k}-1)\;{}_{p}F_{q}\left[{\begin{array}{c}a_{1},\dots ,a_{p}\\b_{1},\dots ,b_{k}-1,\dots ,b_{q}\end{array}};z\right]\\{\frac {\rm {d}}{{\rm {d}}z}}\;{}_{p}F_{q}\left[{\begin{array}{c}a_{1},\dots ,a_{p}\\b_{1},\dots ,b_{q}\end{array}};z\right]&={\frac {\prod _{i=1}^{p}a_{i}}{\prod _{j=1}^{q}b_{j}}}\;{}_{p}F_{q}\left[{\begin{array}{c}a_{1}+1,\dots ,a_{p}+1\\b_{1}+1,\dots ,b_{q}+1\end{array}};z\right]\end{aligned}}}
由上面三个关系式可以得到超几何函数满足的微分方程：
{\displaystyle z\prod _{n=1}^{p}\left(z{\frac {\rm {d}}{{\rm {d}}z}}+a_{n}\right)w=z{\frac {\rm {d}}{{\rm {d}}z}}\prod _{n=1}^{q}\left(z{\frac {\rm {d}}{{\rm {d}}z}}+b_{n}-1\right)w,\quad w(z)={}_{p}F_{q}\left[{\begin{array}{c}a_{1},\dots ,a_{p}\\b_{1},\dots ,b_{q}\end{array}};z\right]}.

## 特例

### 0F0
就是指数函数。
{\displaystyle {}_{0}F_{0}(;;z)=e^{z}}

### 1F0
{\displaystyle {}_{1}F_{0}(a;;z)=(1-z)^{-a}.}

### 0F1
称为合流超几何极限函数（confluent hypergeometric limit functions），与贝塞尔函数有密切关联。
{\displaystyle J_{\alpha }(x)={\frac {({\tfrac {x}{2}})^{\alpha }}{\Gamma (\alpha +1)}}\cdot {}_{0}F_{1}\left(;\alpha +1;-{\tfrac {1}{4}}x^{2}\right).}

### 1F1和2F0
1F1 就是（第一类）合流超几何函数，也称 Kummer 函数。
{\displaystyle {}_{1}F_{1}(a;b;z)=M(a;b;z)}
另一方面，2F0 （此函数的级数表达式不收敛，因此必须通过积分表达式定义）与第二类合流超几何函数（又称Tricomi 函数）有如下关系：
{\displaystyle U(a,b,z)=z^{-a}\cdot {}_{2}F_{0}(a,a-b+1;;-z^{-1})}
事实上，它们都可以表示为高斯超几何函数的极限，
{\displaystyle {}_{1}F_{1}(a;c;z)=\lim _{b\rightarrow \infty }{}_{2}F_{1}(a,b;c;z/b)}
{\displaystyle {}_{2}F_{0}(a,b;;z)=\lim _{c\rightarrow \infty }{}_{2}F_{1}(a,b;c;cz)}
类似地，pFq 都可以表示成 p+1Fq 或 pFq+1 的极限。
不完全伽玛函数与这两个函数有关联：
{\displaystyle \gamma (a,z)={\frac {z^{a}}{a}}M(a,a+1,-z),\quad a\notin \mathbb {Z} _{0}^{-}}
{\displaystyle \Gamma (a,z)=e^{-z}U(1-a,1-a,z)}

### 2F1
就是高斯超几何函数，一般又简称超几何函数。

### 多重对数函数
当 s 为非负整数时，多重对数函数 Lis 可以用超几何函数表示：
{\displaystyle \mathrm {Li} _{s}(z)=z\cdot {}_{s+1}F_{s}\left[{\begin{array}{c}1,\ldots ,1\\2,\dots ,2\end{array}};z\right]}